# Дрон, Пётр Дмитриевич
Пётр Дми́триевич Дрон (род. 16 августа 1985, Ленинград) — российский кёрлингист, чемпион мира 2010 года в смешанных парах (с Яной Некрасовой).

## Биография
Участвует в соревнованиях по кёрлингу с 1996 года. Окончил Санкт-Петербургский государственный университет физической культуры имени П. Ф. Лесгафта. Обладатель Кубка Федерации кёрлинга России 2010/11, семикратный чемпион России среди мужчин (2007, 2011, 2013, 2014, 2015, 2016, 2018), участник двух мужских чемпионатов мира (2013, 2014) и двух чемпионатов Европы в элитной группе А (2012, 2013). Обладатель Кубка России по кёрлингу среди смешанных пар 2016 (совместно с Вероникой Тепляшиной).
В апреле 2010 года выиграл домашний чемпионат мира в смешанных парах совместно с Яной Некрасовой.
В составе сборной России, освобождённой на правах хозяйки от отбора на турнир, участвовал в зимних Олимпийских играх 2014 года в Сочи.
Заслуженный мастер спорта России (2015, кёрлинг).
Родился и живёт в Санкт-Петербурге.
Выпускник Национального государственного университета физической культуры, спорта и здоровья им. П. Ф. Лесгафта (Санкт-Петербург).
Первый тренер — С. Мельников.
В сборной команде России с 2005 года.
Выступает за «Адамант» (Санкт-Петербург).

## Команды
| Сезон                                               | Четвёртый             | Третий                  | Второй               | Первый               | Запасной                                                                 | Турниры                                                                    |
| --------------------------------------------------- | --------------------- | ----------------------- | -------------------- | -------------------- | ------------------------------------------------------------------------ | -------------------------------------------------------------------------- |
| 2004—05                                             | Роман Кутузов         | Илья Рочев              | Алексей Бочаров      | Пётр Дрон            | Антон Бобров тренер: Наталия Петрова                                     | ПЕКЮ 2005 (6-е место)                                                      |
| 2005—06                                             | Александр Кириков     | Дмитрий Рыжов           | Вадим Стебаков       | Дмитрий Абанин       | Пётр Дрон                                                                | [ 4 ]                                                                      |
| 2006—07                                             | Артём Болдузев        | Пётр Дрон               | Антон Калалб         | Валентин Деменков    | Алексей Стукальский                                                      |                                                                            |
| 2006—07                                             | Антон Бобров          | Пётр Дрон               | Дмитрий Мельников    | Александр Бойко      | Андрей Коржев                                                            | КРМ 2006 · Тренеры: С.П. Мельников, · К.Ю. Задворнов · Лесгафтовец-1 (СПб) |
| 2006—07                                             | Александр Кириков     | Пётр Дрон               | Вадим Школьников     | Дмитрий Абанин       | Алексей Камнев                                                           | ЧЕ 2006 (13-е место)                                                       |
| 2007—08                                             | Александр Кириков     | Андрей Дроздов          | Пётр Дрон            | Алексей Камнев       | Роман Кутузов тренер: Юрий Андрианов                                     | ЧЕ 2007 (14-е место)                                                       |
| 2007—08                                             | Антон Бобров          | Пётр Дрон               | Дмитрий Мельников    | Александр Бойко      | Александр Орлов                                                          | ЧРМ 2008 (гр. А, 5-е место) Лесгафтовец (СПб)                              |
| 2008—09                                             | Пётр Дрон             | Игорь Минин             | Станислав Семёнов    | Виктор Воробьёв      | Артур Ражабов                                                            | КРМ 2008 (6 место) · ЧРМ 2009                                              |
| 2009—10                                             | Пётр Дрон             | Игорь Минин             | Станислав Семёнов    | Виктор Воробьёв      | Артур Ражабов                                                            | КРМ 2009 (7 место) ЧРМ 2010 (7 место)                                      |
| 2010—11                                             | Алексей Целоусов      | Артур Ражабов           | Алексей Камнев       | Пётр Дрон            | Александр Бадилин                                                        | КРМ 2010 (4 место)                                                         |
| 2010—11                                             | Александр Кириков     | Роман Кутузов           | Александр Козырев    | Пётр Дрон            |                                                                          |                                                                            |
| 2010—11                                             | Алексей Целоусов      | Пётр Дрон               | Алексей Камнев       | Артур Ражабов        | Александр Бадилин                                                        | ЧРМ 2011                                                                   |
| 2011—12                                             | Алексей Целоусов      | Алексей Стукальский     | Андрей Дроздов       | Артур Ражабов        | Пётр Дрон                                                                | ЧЕ 2011 (11-е место)                                                       |
| 2011—12                                             | Алексей Целоусов      | Пётр Дрон               | Алексей Камнев       | Артур Ражабов        | Александр Бадилин                                                        | КРМ 2011 · ЧРМ 2012                                                        |
| 2012—13                                             | Андрей Дроздов        | Алексей Стукальский     | Алексей Целоусов     | Пётр Дрон            | Антон Калалб                                                             | ЧЕ 2012 (5-е место)                                                        |
| 2012—13                                             | Андрей Дроздов        | Алексей Стукальский     | Алексей Целоусов     | Пётр Дрон            | Антон Калалб                                                             | ЧМ 2013 (10-е место)                                                       |
| 2012—13                                             | Алексей Целоусов      | Артём Шмаков            | Пётр Дрон            | Михаил Брусков       | Артур Ражабов                                                            | ЧРМ 2013                                                                   |
| 2013—14                                             | Евгений Архипов       | Алексей Стукальский     | Андрей Дроздов       | Пётр Дрон            | Александр Козырев                                                        | ЧЕ 2013 (6-е место)                                                        |
| 2013—14                                             | Андрей Дроздов        | Пётр Дрон               | Алексей Стукальский  | Антон Калалб         | Артём Шмаков                                                             |                                                                            |
| 2013—14                                             | Алексей Стукальский   | Евгений Архипов         | Андрей Дроздов       | Пётр Дрон            | Александр Козырев                                                        | ЗОИ 2014 (7-е место)                                                       |
| 2013—14                                             | Алексей Стукальский   | Сергей Глухов           | Евгений Архипов      | Пётр Дрон            | Александр Козырев                                                        | ЧМ 2014 (11-е место)                                                       |
| 2013—14                                             | Алексей Целоусов      | Артём Шмаков            | Пётр Дрон            | Евгений Климов       | Алексей Тимофеев                                                         | ЧРМ 2014                                                                   |
| 2014—15                                             | Алексей Стукальский   | Андрей Дроздов          | ?                    | Пётр Дрон            |                                                                          |                                                                            |
| 2015—16                                             | Артур Али             | Артур Ражабов           | Евгений Климов       | Пётр Дрон            |                                                                          |                                                                            |
| 2015—16                                             | Андрей Дроздов        | Пётр Дрон               | Алексей Стукальский  | Артур Ражабов        | Антон Калалб                                                             | ЧРМ 2016                                                                   |
| 2016—17                                             | Алексей Стукальский   | Андрей Дроздов          | Пётр Дрон            | Антон Калалб         | Олег Красиков                                                            | КРМ 2016                                                                   |
| 2016—17                                             | Алексей Стукальский   | Андрей Дроздов          | Артур Ражабов        | Антон Калалб         | Пётр Дрон                                                                | ЧРМ 2017 (5-е место)                                                       |
| 2017—18                                             | Алексей Стукальский   | Андрей Дроздов          | Пётр Дрон            | Артур Ражабов        | Пантелеймон Лаппо                                                        | КРМ 2017 · ЧРМ 2018                                                        |
| 2018—19                                             | Пантелеймон Лаппо     | Пётр Дрон               | Олег Красиков        | Николай Чередниченко | Глеб Лясников                                                            | КРМ 2018 (4 место)                                                         |
| 2020—21                                             | Олег Красиков         | Пётр Дрон               | Сергей Варламов      | Данил Киба           | Матвей Вакин тренеры: Константин Задворнов, Матвей Вакин                 | КРМ 2020 (11 место)                                                        |
| 2020—21                                             | Олег Красиков         | Данил Киба              | Пётр Дрон            | Глеб Лясников        | Сергей Варламов тренер: Константин Задворнов                             | ЧРМ 2020 (8 место)                                                         |
| 2020—21                                             | Александр Бадилин     | Пётр Дрон               | Дмитрий Абрамов      | Олег Бадилин         | Александр Бойко тренеры: Пётр Дрон, Александр Бадилин                    | ЧРМ 2021 (13 место)                                                        |
| 2022—23                                             | Алексей Тимофеев      | Александр Крушельницкий | Артур Ражабов        | Пётр Дрон            | Даниил Горячев тренер: П.Д. Дрон                                         | КРМ 2022 (4 место)                                                         |
| 2022—23                                             | Алексей Тимофеев      | Александр Крушельницкий | Артур Ражабов        | Даниил Горячев       | Пётр Дрон тренеры: А.К. Брызгалова, П.Д. Дрон                            | ЧРМ 2023                                                                   |
| 2024—25                                             | Олег Красиков         | Глеб Лясников           | Данил Киба           | Сергей Варламов      | Пётр Дрон тренеры: А.В. Тимофеев, П.Д. Дрон                              | ЧРМ 2025 (13 место)                                                        |
| Кёрлинг среди смешанных команд (mixed curling)      |                       |                         |                      |                      |                                                                          |                                                                            |
| 2007—08                                             | Пётр Дрон             | Анастасия Расхорошина   | Станислав Семенов    | Екатерина Матвеева   |                                                                          | ЧРСК 2008 (8-е место)                                                      |
| 2008—09                                             | Пётр Дрон             | Валентина Нарожная      | Артур Ражабов        | Оксана Гертова       | Александр Бадилин, Олеся Глущенко тренеры: К.Ю. Задворнов, С.Н. Яковлева | КРСК 2008 (5-е место)                                                      |
| 2008—09                                             | Александр Кириков     | Яна Некрасова           | Пётр Дрон            | Галина Арсенькина    | Виктор Корнев, Анна Сидорова                                             | ЧЕСК 2008 (4-е место)                                                      |
| 2008—09                                             | Пётр Дрон             | Оксана Гертова          | Станислав Семенов    | Олеся Глущенко       | тренер: К.Ю. Задворнов                                                   | ЧРСК 2009 (12-е место)                                                     |
| 2009—10                                             | Пётр Дрон             | Олеся Глущенко          | Станислав Семёнов    | Оксана Гертова       | тренеры: К.Ю. Задворнов, А.В. Колесников, С.Н. Яковлева                  | КРСК 2009 (5 место)                                                        |
| 2009—10                                             | Артур Ражабов         | Оксана Гертова          | Пётр Дрон            | Олеся Глущенко       |                                                                          | ЧРСК 2010                                                                  |
| 2010—11                                             | Артур Ражабов         | Оксана Гертова          | Пётр Дрон            | Олеся Глущенко       | Ксения Леонтьева                                                         | КРСК 2010 (9 место)                                                        |
| 2011—12                                             | Артур Ражабов         | Алина Ковалёва          | Пётр Дрон            | Юлия Задорожная      |                                                                          | КРСК 2011 (4 место)                                                        |
| 2011—12                                             | Алексей Целоусов      | Алина Ковалёва          | Пётр Дрон            | Ульяна Васильева     | Елена Ефимова                                                            | ЧРСК 2012 (9-е место)                                                      |
| 2013—14                                             | Артур Ражабов         | Оксана Гертова          | Пётр Дрон            | Олеся Глущенко       |                                                                          | ЧРСК 2014 (5-6-е место)                                                    |
| 2016—17                                             | Андрей Дроздов        | Вероника Тепляшина      | Пётр Дрон            | Маргарита Евдокимова |                                                                          | ЧРСК 2017                                                                  |
| 2017—18                                             | Андрей Дроздов        | Мария Ермейчук          | Пётр Дрон            | Маргарита Евдокимова |                                                                          | ЧРСК 2018 (5-е место)                                                      |
| 2018—19                                             | Мария Ермейчук        | Пётр Дрон               | Маргарита Евдокимова | Николай Чередниченко |                                                                          | КРСК 2018 (5-е место)                                                      |
| 2019—20                                             | Алексей Стукальский   | Мария Ермейчук          | Пётр Дрон            | Анастасия Халанская  | тренеры: Константин Задворнов, Е.В. Ильиных                              | ЧРСК 2020 (6 место)                                                        |
| Кёрлинг среди смешанных пар (mixed doubles curling) |                       |                         |                      |                      |                                                                          |                                                                            |
| 2009—10                                             | Иван Уледев           | Мария Дуюнова           |                      |                      | Пётр Дрон                                                                | КРСП 2009                                                                  |
| 2009—10                                             | Пётр Дрон             | Яна Некрасова           |                      |                      |                                                                          | ЧМСП 2010                                                                  |
| 2010—11                                             | Пётр Дрон             | Оксана Гертова          |                      |                      |                                                                          | КРСП 2010                                                                  |
| 2011—12                                             | Пётр Дрон             | Ульяна Васильева        |                      |                      |                                                                          | ЧРСП 2012                                                                  |
| 2014—15                                             | Пётр Дрон             | Виктория Моисеева       |                      |                      |                                                                          | ЧМСП 2015 (5-е место)                                                      |
| 2015—16                                             | Пётр Дрон             | Полина Биккер           |                      |                      |                                                                          | КРСП 2015                                                                  |
| 2016—17                                             | Вероника Тепляшина    | Пётр Дрон               |                      |                      |                                                                          | КРСП 2016                                                                  |
| 2016—17                                             | Маргарита Евдокимова  | Пётр Дрон               |                      |                      |                                                                          | ЧРСП 2017 (5 место)                                                        |
| 2017—18                                             | Полина Биккер         | Пётр Дрон               |                      |                      |                                                                          | КРСП 2017 · ЧРСП 2018 (5 место)                                            |
| 2018—19                                             | Ольга Антонова        | Пётр Дрон               |                      |                      |                                                                          | КРСП 2018                                                                  |
| 2018—19                                             | Анастасия Халанская   | Пётр Дрон               |                      |                      |                                                                          | ЧРСП 2019                                                                  |
| 2019—20                                             | Анастасия Халанская   | Пётр Дрон               |                      |                      |                                                                          | ЧРСП 2020 (4 место)                                                        |
| 2020—21                                             | Нкеирука Езех         | Пётр Дрон               |                      |                      |                                                                          | КРСП 2020 (15 место)                                                       |
| 2020—21                                             | Маргарита Евдокимова  | Пётр Дрон               |                      |                      |                                                                          | ЧРСП 2021 (9 место)                                                        |
| 2021—22                                             | Виктория Енбаева      | Пётр Дрон               |                      |                      | тренер: Пётр Дрон                                                        | КРСП 2021 (5 место)                                                        |
| 2024—25                                             | Анастасия Кильчевская | Пётр Дрон               |                      |                      | тренер: Пётр Дрон                                                        | ЧРСП 2025 (17 место)                                                       |

(скипы выделены полужирным шрифтом)